# Poecilochaetus bermudensis
Poecilochaetus bermudensis är en ringmaskart som beskrevs av Hartman 1965. Poecilochaetus bermudensis ingår i släktet Poecilochaetus och familjen Poecilochaetidae.
Artens utbredningsområde är havet kring Nya Zeeland. Inga underarter finns listade i Catalogue of Life.